# إيفرت ويليم بيث
إيفرت ويليم بيث (بالهولندية: Evert Willem Beth)‏ هو فيلسوف ورياضياتي ومهندس هولندي، ولد في 7 يوليو 1908 في ألميلو في هولندا، وتوفي في 12 أبريل 1964 في أمستردام في هولندا.

## وصلات خارجية
- إيفرت ويليم بيث على موقع الموسوعة البريطانية (الإنجليزية)